# آسیندینوس
آسیندینوس (انگلیسی: Acindynus; – ۱ ژانویهٔ ۰۵۸۹) اهل امپراتوری بیزانس فرماندار حران، فعال در دوران سلطنت امپراتور موریس (امپراتور روم شرقی) (ح. ۵۸۲–۶۰۲). او را متهم به پیگنیسم کردند و اعدام کردند.